# Armored Core: Nexus
 (septembre 2011).
Si vous disposez d'ouvrages ou d'articles de référence ou si vous connaissez des sites web de qualité traitant du thème abordé ici, merci de compléter l'article en donnant les références utiles à sa vérifiabilité et en les liant à la section « Notes et références ».
Armored Core: Nexus est un jeu vidéo de simulation de mecha sorti sur console PlayStation 2 en 2004. Il est issu de la saga Armored Core. Il fait suite à Silent Line: Armored Core.

## Histoire
Les années ont passé depuis l'incident de Silent Line et avec l'effort de collaboration des compagnies en réponse à la menace d'AIO est depuis longtemps révolu. Les affrontements entre les grandes corporations ont repris et se poursuivent dès lors sans relâche. Une nouvelle compagnie est entrée en scène, Navis, avec un atout en poche, le contrôle total d'une ressource nouvellement découverte et très utile qu'elle n'a pas l'intention de partager. Les autres corporations ne vont pas pour autant rester en retrait et laisser les choses se faire sans réagir, c'est pourquoi elles entrent en contact avec les Ravens de l'organisation de mercenaires Raven's Ark. Bien entendu, Navis entreprend également des démarches afin d'engager des Ravens. C'est un conflit à grande échelle qui se prépare. Encore une fois, vous, pilote d'AC, êtes plongé au cœur des affrontements inter-corporations. Mais une menace encore plus dangereuse guette...

## Système de jeu
Armored Core: Nexus améliore quelque peu le moteur graphique d'Armored Core 3. Les changements apportés au système de base du jeu sont considérables, ce qui rend impossible l'importation des données de sauvegarde du jeu précédent Silent Line: Armored Core ou d'aucun autre titre de la série.[réf. nécessaire]
La fonction spéciale "OP-INTENSIFY" a été retirée du jeu, et avec elle des améliorations de performance très utiles comme le "mobile cannon fire" lors de l'utilisation d'un BI-pedal, REverse-Joint, Hover et Quad Legs. L'aspect "blade beam" des OP-INTENSIFY a été conservé et appliqué à
toutes les lames par défaut.
Les armes clones et le principe des armes brisées en cours de mission précédemment disponibles dans Silent Line ont également été supprimés comme de nombreuses pièces d'armure : "inside generator jamming rockets", "inside ecm rockets", "extension emergency energy coolers", "extension stealth", "back ammo magazines", et toutes armes de type obus à disposition du joueur.
Les nouvelles armes disponibles sont "railgun energy cannons", "extension solid" et "energy rifle ammo magazines", "linear rifle", un nouveau "hanger weaponry" et des extensions "anti-missile field".
Certaines armes, principalement les armes de poings, "machineguns", et "shotguns", sont désormais limités par un nombre de tours durant lequel ils doivent automatiquement se recharger à plein. Cela améliore quelque peu l'équilibre dans un combat contre un Raven usant de CQ dommage et combat de courte distance dans les matchs Joueur-contre-Joueur.
D'autres fonctionnalités diverses ont été ajoutées, comme les "Hanger Cores", le système de gestion de la chaleur interne de l'AC, le tunning de certaines pièces principales et de nouveaux styles de jeu. Les "Hanger Core" donnent au joueur la possibilité de prendre, en plus de ses armes en place, des armes plus petites comme une arme de poings ou une épée laser pouvant être déployées lorsque le joueur lâche l'une de ses armes primaires.
Le jeu est séparé en deux disques, 'EVOLUTION' et 'REVOLUTION'.
- EVOLUTION - Il propose toutes les nouvelles fonctionnalités et l'histoire en elle-même. Comme Armored Core 2: Another Age, la plupart des affrontements en Arène sont joués en dehors des missions de base de l'histoire. Cependant, une Arène libre est déblocable une fois la partie histoire terminée.
- REVOLUTION - Ce disque est un retour aux précédents titres d'Armored Core, principalement ceux de la PlayStation : Armored Core, Project Phantasma et Master of Arena. Terminer l'ensemble des missions du disque REVOLUTION débloque des pièces spéciales pour l'AC du joueur basées sur les pièces précédemment disponibles dans les anciennes versions d'Armored Core, incluant des pièces customisées de certains personnages de 'Project Phantasma', comme l'AC de Stinger, maintenant à la disposition du joueur pour la première fois.

## Accueil
- Famitsu : 32/40[1]